# Gran Premi d'Espanya de Sidecarcross 1984
L'edició de 1984 del Gran Premi d'Espanya de Sidecarcross fou la 3a d'aquesta prova. Organitzat per la Penya Motorista 10 x Hora, el Gran Premi era la penúltima prova del Campionat del Món d'aquell any i tingué lloc el cap de setmana del 8 i 9 de setembre al Circuit del Vallès, en terrenys de l'antiga Mancomunitat Sabadell-Terrassa (actualment dins el terme municipal de Terrassa).
Fou la darrera edició d'un Gran Premi al Circuit del Vallès (emplaçament que havia estat seu del Gran Premi d'Espanya de motocròs durant més de 15 anys), abans no fos definitivament abandonat a causa del creixement urbanístic de la zona. En aquesta ocasió, atès que el sidecarcross és una disciplina amb requeriments diferents que els del motocròs, el traçat clàssic del circuit fou variat gairebé del tot, eliminant-ne sobretot els grans desnivells i suavitzant-lo considerablement. A l'hora de les curses, el principal problema fou la pols abundant, ja que el circuit no es va regar tan a fons com en edicions anteriors.
D'altra banda, cal dir que aquesta ha estat fins a l'actualitat l'única edició d'aquest esdeveniment a Catalunya, ja que les poques vegades que s'ha convocat s'ha fet sempre a Castella: les dues primeres edicions del Gran Premi d'Espanya de Sidecarcross se celebraren els anys 1982 i 1983 a Yunquera de Henares, i després de 1984 calgué esperar gairebé 20 anys fins a la seva quarta edició, disputada el 2003 a Talavera de la Reina (on es mantingué fins al 2005).

## Patrocinadors
Les principals empreses patrocinadores de la prova varen ser aquestes:
| - La Caixa - Land Rover-Romagosa - Bradol - Vespa | - Coca-Cola - Cinzano - Damm |

Pel que fa a les entitats públiques, la prova comptà amb el suport i col·laboració, com d'habitud, de l'Ajuntament de Terrassa, la Generalitat de Catalunya i l'Ajuntament de Barcelona (el qual hi aportava, a més, la Copa Barcelona).

## Curses

### Primera mànega
| Posició | Parella                             | Equip       |
| ------- | ----------------------------------- | ----------- |
| 1       | Terry Good / Garry Withers          | Wasp        |
| 2       | Hansi Bächtold / Fritz Fuß          | EML-Jumbo   |
| 3       | Ton van Heugten / Frits Kiggen      | Heuga-Folan |
| 4       | Daniel van Bellinghen / Karel Torfs | Wasp-Yamaha |
| 5       | HansRuedi Herren / Urs Furigo       | EML-Yamaha  |
| 6       | Rijn van Gastel / Eric Hurkmans     | VTN         |
| 7       | Kurt Engelhardt / Gunter Forster    | HEOS        |
| 8       | Reinhard Böhler / Ekard Bauer       | Wasp        |
| 9       | Herbert Huwyler / HansRuedi Huwyler | KTM         |
| 10      | Thomas Graf / Markus von Rotz       | Wasp        |

### Segona mànega
| Posició | Parella                             | Equip       |
| ------- | ----------------------------------- | ----------- |
| 1       | Hansi Bächtold / Fritz Fuß          | EML-Jumbo   |
| 2       | Terry Good / Garry Withers          | Wasp        |
| 3       | Reinhard Böhler / Ekard Bauer       | Wasp        |
| 4       | Daniel van Bellinghen / Karel Torfs | Wasp-Yamaha |
| 5       | Herbert Huwyler / HansRuedi Huwyler | KTM         |
| 6       | Kurt Engelhardt / Gunter Forster    | HEOS        |
| 7       | Gilles Mecene / Michael Clavel      | EML         |
| 8       | Wil van der Laan / Kees Hoogervorst | Jumbo       |
| 9       | Mari Bens / Piet van Deutekom       | Yamaha      |
| 10      | Walter Netterscheid / Ralf Hoormann | Wasp        |

## Classificació final
| Posició | Parella                             | Equip       | Punts |
| ------- | ----------------------------------- | ----------- | ----- |
| 1       | Hansi Bächtold / Fritz Fuß          | EML-Jumbo   | 3     |
| 2       | Terry Good / Garry Withers          | Wasp        | 3     |
| 3       | Daniel van Bellinghen / Karel Torfs | Wasp-Yamaha | 8     |
| 4       | Reinhard Böhler / Ekard Bauer       | Wasp        | 12    |
| 5       | Kurt Engelhardt / Gunter Forster    | HEOS        | 13    |
| 6       | Herbert Huwyler / HansRuedi Huwyler | KTM         | 14    |